# خانم یایا
خانم یایا فیلمی به کارگردانی و نویسندگی عبدالرضا کاهانی و تهیه‌کنندگی حمید پنداشته ساخته سال ۱۳۹۶ است. این فیلم به سبک طنز (کمدی) و به زبان‌های فارسی، تایلندی و فرانسوی می‌باشد.

## داستان
داستان فیلم که برگرفته از یک متن کوتاه از مصطفی غضنفری است و با بازی  (رضا عطاران)  و (حمید فرخ‌نژاد) آغاز می‌شود که سعی دارند از یک دختر به نام یایا فرار کنند.

## بازیگران
| بازیگر        | نقش   |
| ------------- | ----- |
| حمید فرخ‌نژاد  | مرتضی |
| رضا عطاران    | ناصر  |
| نیتایا چایسری | یایا  |
| امین حیایی    | عظیم  |
| پرستو موذنی   | راضیه |
| پروانه موذنی  | مرضیه |

## اکران و فروش
خانم یایا در تاریخ ۱۸ آبان ۱۳۹۷ در سینماهای ایران و تایلند اکران شد. بعد از اکران این فیلم، انتقادهای منفی و تند زیادی از سوی مخاطبان به بازیگران اصلی این فیلم (حمید فرخ‌نژاد و رضا عطاران و امین حیایی) شد.